# Манга-Онгене, Жан
Жан Манга-Онгене (фр. Jean Manga-Onguéné; род. 12 июня 1946, Французский Камерун) — камерунский футболист. Футболист года в Африке 1980 года.

## Клубная карьера
Всю свою карьеру провел в составе камерунской команды Канон Яунде. За это время Манга-Онгене выиграл следующие турниры:
- Чемпионат Камеруна: 1970, 1974, 1977, 1979, 1980, 1982
- Кубок Камеруна: 1967, 1973, 1975, 1976, 1977, 1978
- Лига чемпионов КАФ: 1971, 1978, 1980
- Кубок обладателей кубков КАФ: 1979

## Международная карьера
15 лет Манга-Онгене вызывался в сборную Камеруна, выступая за неё на различных уровнях, вплоть до уровня отборочных матчей чемпионатов мира.
В 2006 году был включён в список 200 величайших африканских футболистов последних 50 лет.

## Тренерская карьера
В 1997 году возглавил национальную сборную Камеруна, вывел её на чемпионат мира-1998. Но после неудачного выступления на Кубке Африки-1998 (камерунцы выбыли на стадии четвертьфинала) Манга-Онгене был уволен с поста главного тренера, а на мировое первенство команду повез француз Клод Ле Руа.